# Армија Републике Вијетнам
Армија Републике Вијетнам чинила је копнене снаге јужновијетнамске војске од њеног оснивања до пада Сајгона у априлу 1975. На врхунцу АРВН-а, процењено је да је 1 од 9 грађана Јужног Вијетнама био уврштен, и она је постала четврта по величини армија на свету састављена од Регуларних снага и добровољнијих регионалних снага и милиција Народне снаге. Процењује се да је претрпео 1.394.000 жртава (убијених и рањених) током рата у Вијетнаму.
АРВН је почела као постколонијална војска коју су обучавале и блиско повезана са Сједињеним Државама и која је учествовала у сукобима од свог почетка. Неколико промена се догодило током његовог животног века, у почетку од "блокирајућих снага" до модернијих конвенционалних снага које користе хеликоптере у борби. Током америчке интервенције у Вијетнаму, АРВН је сведена на одбрамбену улогу уз непотпуну модернизацију, и поново трансформисана након вијетнамизације, појачана је, проширена и реконструисана да испуни улогу одлазећих америчких снага. До 1974. постао је много ефикаснији са водећим стручњаком за борбу против побуњеника и Никсоновим саветником Роберт Томпсон је приметио да су регуларне снаге биле веома добро обучене и да су биле друге после америчких и израелских снага у слободном свету и да је генерал Крејтон Абрамс приметио да је 70% јединица било равноправно са војском Сједињених Држава.
Међутим, повлачење америчких снага вијетнамизацијом значило је да оружане снаге нису могле ефикасно да испуне све циљеве програма и да су постале потпуно зависне од америчке опреме јер је требало да испуни одлазећу улогу Сједињених Држава. Јединствена по томе што служи двострукој војно-цивилној административној сврси, у директној конкуренцији са, АРВН је такође постала компонента политичке моћи и патила је од сталних питања именовања политичке лојалности, корупције у руководству, фракцијских сукоби, а повремено и отворени унутрашњи сукоби.
Након пада Сајгона у састав Народне војске Вијетнама (ПАВН), АРВН је распуштен. Док су неки високи официри побегли из земље у Сједињене Државе или негде другде, хиљаде бивших официра АРВН је послато у кампове за преваспитање од стране комунистичке владе уједињене Социјалистичке Републике Вијетнам. Пет генерала АРВН-а извршило је самоубиство да би избегли хапшење.

## Историја
Вијетнамска национална армија (ВНА) 1949-55
Дана 8. марта 1949. године, након Јелисејског споразума, Француска је признала Државу Вијетнам као независну земљу којом је владао вијетнамски цар Бао Ђаи, а убрзо је створена Вијетнамска национална армија (ВНА). ВНА се борила у заједничким операцијама са француским експедиционим корпусом на Далеком истоку Француске против снага Вијет Мина које је предводио Хо Ши Мин. ВНА се борила у широком спектру кампања укључујући битку код Насана (1952), операцију Атлас (1953) и битку код Диен Бијен Фуа (1954).
Користећи помоћ Француске, ВНА је брзо постала модерна војска по узору на Експедициони корпус. Обухватала је пешадију, артиљерију, сигнализацију, оклопну коњицу, ваздухопловство, ваздухопловство, морнарицу и националну војну академију. До 1953. године, војници као и официри су сви били Вијетнамци, а ови последњи су прошли обуку у Ецолес дес Цадрес као што је Да Лат, укључујући начелника штаба генерала Нгуиен Ван Хинха који је био ветеран ваздухопловних снага Француске уније.
Након Женевских споразума из 1954. године, Француска Индокина је престала да постоји и до 1956. године све трупе Француске уније су се повукле из Вијетнама, Лаоса и Камбоџе. Године 1955, по наређењу премијера Диема, ВНА је сломила оружане снаге Бинх Ксуиена.
Војска Републике Вијетнам 1955-75.
Дана 26. октобра 1955. године, војска је реорганизована од стране администрације председника Нго Ђинха Дима који је тада формално основао Војску Републике Вијетнама (АРВН) 30. децембра 1955. Ваздухопловство је основано као посебна служба позната као Република Вијетнамско ваздухопловство (РВНАФ). У почетку, фокус војске били су герилски борци Вијетконга ( ВЦ), формирани да се супротставе Диемовој администрацији. Сједињене Државе, под председником Џоном Ф. Кенедијем, послале су саветнике и велику финансијску подршку да помогну АРВН-у у борби против побуњеника. Главна кампања, коју је развио Нго Ђинх Нху и која је касније ускрснула под другим именом, била је „ Стратешки програм Хамлета" које су западни медији сматрали неуспешним јер је било "нехумано" преселити сељане са села у утврђена села. Лидере АРВН-а и председника Дима критиковала је страна штампа када су трупе коришћене да разбију наоружане антивладине верске групе попут Цао Ђаи и Хоа Хао, као и да упадну у будистичке храмове, који су, према Диему, били уточиште герилцима ВЦ. Најозлоглашенији од ових напада догодио се у ноћи 21. августа 1963. године, током рација на пагоду Кса Лои, које је извео А. Специјалне снаге, које су узроковале број погинулих који се процењује на стотине.
Године 1963. Дием је убијен у државном удару који су извршили официри АРВН-а, а охрабрени од стране америчких званичника као што је Хенри Лоџ . У конфузији која је уследила, генерал Дуонг Ван Минх је преузео контролу, али је био само први у низу генерала АРВН који је преузео председништво Јужног Вијетнама. Током ових година, Сједињене Државе су почеле да преузимају више контроле над ратом против ВЦ и улога АРВН-а је постајала све мање значајна. Такође су били мучени сталним проблемима тешке корупције међу официрским кором. Иако су Сједињене Државе биле веома критичне према АРВН-у, он је и даље био у потпуности наоружан и финансиран од стране САД.
Иако су амерички медији често приказивали Вијетнамски рат као првенствено амерички и северновијетнамски сукоб, АРВН је носио највећи терет борбе пре и после великог америчког учешћа, и учествовао је у многим великим операцијама са америчким трупама. Трупе АРВН-а су пионири у коришћењу оклопног транспортера М113 као борбеног возила пешадије тако што су се бориле на коњу, а не као „борбени такси“ како је првобитно дизајниран, а модификације оклопне коњице (АЦАВ) су усвојене на основу искуства АРВН-а. Једна значајна јединица АРВН опремљена са М113, 3д оклопна коњичка ескадрила, користила је нову тактику тако вешто и са таквим изузетним херојством против непријатељских снага да су заслужилиЦитат Председничке јединице Сједињених Држава . АРВН је претрпео 254.256 забележених смрти између 1960. и 1974. године, са највећим бројем забележених смртних случајева 1972. године, са 39.587 погинулих у борби, док је око 58.000 америчких војника умрло током рата.
Искуство Сједињених Држава са АРВН-ом створило је каталог притужби на његове перформансе, при чему су различити званичници рекли да „није извукао своју тежину“, „задовољни што су Американци дозволили да се боре и умиру“  и „слаб у посвећености, смеру и дисциплини.'  Председник је остао склон да издаје упутства директно теренским јединицама, пресецајући цео ланац командовања. Главни недостаци које су идентификовали амерички официри укључивали су општи недостатак мотивације, на који указују, на пример, официри који су склонији пословима у позадини, а не борбеној команди, и континуирани проблем дезертерства.
Завршне кампање
Почевши од 1969. године, председник Ричард Никсон започео је процес „ вијетнамизације “, повлачећи америчке снаге и чинећи АРВН способним да води ефикасан рат против Народне армије Вијетнама (ПАВН) и ВЦ. Полако, АРВН је почео да се шири од своје улоге против побуњеника да постане примарна копнена одбрана против ПАВН/ВЦ. Од 1969. до 1971. године било је око 22.000 АРВН борбених смртних случајева годишње. Почевши од 1968. године, Јужни Вијетнам је почео да позива сваког расположивог човека на службу у АРВН, достигавши јачину од милион војника до 1972. Године 1970. добро су се показали у Камбоџанској упадуи изводили су три пута више операција него током ратног периода предвођеног Американцима. Међутим, АРВН опрема је и даље била нижих стандарда од њихових америчких и других савезника, чак и када су САД покушавале да унапреде АРВН технологију. Највећи проблем је и даље био официрски кор. Лидери су често били неспособни, слабо обучени, корумпирани и без морала. Ипак, сер Роберт Томпсон, британски војни официр који се сматра највећим светским стручњаком за борбу против побуњеника током Вијетнамског рата, сматрао је да се до 1972. године АРВН развила у једну од најбољих борбених снага на свету, упоређујући наклоност Израелским одбрамбеним снагама . Приморан да носи терет који су оставили Американци, АРВН је почео да ради добро, иако уз континуирану америчку ваздушну подршку.
Године 1972, ПАВН је покренуо Ускршњу офанзиву, свеобухватни напад на Јужни Вијетнам преко вијетнамске демилитаризоване зоне и из његових светилишта у Лаосу и Камбоџи. Напад је комбиновао нападе пешадијског таласа, артиљерију и прву масовну употребу оклопних снага од стране ПАВН-а. Иако су се тенкови Т-54 показали рањиви на ЛАВ ракете, АРВН је претрпео велике губитке. Снаге ПАВН-а заузеле су провинцију Куанг Три и неке области дуж граница Лаоса и Камбоџе.
Председник Никсон је послао бомбардере у операцији Линебекер да пруже ваздушну подршку АРВН-у када се чинило да ће Јужни Вијетнам бити изгубљен. У очају, председник Нгуиен Ван Тхиеу отпустио је неспособног генерала Хоанг Ксуан Лама и заменио га генералом Нго Куанг Труонгом. Издао је наређење да се сви дезертери погубе и окупио је довољно снага како би спречио ПАВН да заузме Хуе. Коначно, уз значајну америчку ваздушну и поморску подршку, као и тешке борбе војника АРВН-а, ускршња офанзива је заустављена. Снаге АРВН-а су извршиле контранапад и успеле да истерају део ПАВН-а из Јужног Вијетнама, иако су задржале контролу над северном провинцијом Куанг Тр у близини ДМЗ-а.
Крајем 1972. Операција Линебацкер II помогла је да се постигне договорени завршетак рата између САД и владе Ханоја. До марта 1973, у складу са Париским мировним споразумом, Сједињене Државе су у потпуности повукле своје трупе из Вијетнама. АРВН је остављен да се бори сам, али са свим оружјем и технологијама које су њихови савезници оставили за собом. Уз огромну технолошку подршку, имали су отприлике четири пута више тешког наоружања од својих непријатеља. САД су напустиле АРВН са преко хиљаду авиона, што је РВНАФ учинило четвртим највећим ваздушним снагама на свету. Ове бројке су, међутим, варљиве, пошто су САД почеле да смањују војну помоћ. Иста ситуација се десила и са Демократском Републиком Вијетнам, пошто су њихови савезници, Совјетски Савез и Кина, такође смањили војну подршку, приморавајући их да у борби користе застареле тенкове Т-34 и разараче тенкова СУ-100.
У лето 1974. Никсон је поднео оставку под притиском Вотергејт скандала и наследио га је Џералд Форд. Пошто је рат постао невероватно непопуларан код куће, у комбинацији са тешком економском рецесијом и растућим буџетским дефицитом, Конгрес је смањио финансирање Јужног Вијетнама за предстојећу фискалну годину са 1 милијарде на 700 милиона долара. Историчари су приписали пад Сајгона 1975. престанку америчке помоћи, заједно са растућим разочарањем народа Јужног Вијетнама и раширеном корупцијом и неспособношћу политичких лидера Јужног Вијетнама и генералштаба АРВН-а.
Без неопходних средстава и суочавања са колапсом јужновијетнамских трупа и цивилног морала, за АРВН је постајало све теже да оствари победу против ПАВН-а. Штавише, повлачење америчке помоћи подстакло је Северни Вијетнам да започне нову војну офанзиву против Јужног Вијетнама. Ова одлука је ојачана када нова америчка администрација није сматрала да је везана за ово обећање које је Никсон дао Тијеу о „тешкој одмазди“ ако Ханој прекрши Париски мировни споразум из 1973. године.
Пад Хуа у снаге ПАВН-а 26. марта 1975. започео је организовани пораз АРВН-а који је кулминирао потпуним распадом владе Јужног Вијетнама. Снаге АРВН које су се повлачиле затекле су путеве загушене избеглицама што је учинило кретање трупа готово немогућим. Северновијетнамске снаге су искористиле растућу нестабилност и са напуштеном опремом рутирајућих АРВН извршиле су тешке нападе на свим фронтовима. Са колапсом који је био готово неизбежан, многи генерали АРВН-а су напустили своје трупе да се сами брину за себе, а војници АРВН-а су масовно дезертирали . 18. дивизија се одржала код Ксуан Лоц-а од 9. до 21. априла пре него што је била приморана да се повуче. Председник Тхиеу је 21. априла поднео оставку на функцију и напустио земљу. Код Биен Хоа, АРВН војници су пружили снажан отпор снагама ПАВН-а, међутим, одбрана АРВН-а у Цу Цхи и Хоц Мон-у почиње да се урушава под огромним нападима ПАВН-а. У делти Меконга и острву Пху Куоц, многи војници АРВН-а били су агресивни и нетакнути како би спречили ВЦ да преузме било коју престоницу провинција. Мање од месец дана након Хуеа, Сајгон је пао и Јужни Вијетнам је престао да постоји као политички ентитет. Изненадно и потпуно уништење АРВН шокирало је свет. Чак су и њихови противници били изненађени колико брзо је Јужни Вијетнам пропао.
Било је на стотине војника, официра и пуковника који су извршили самоубиство, доневши одлуку да не живе под комунизмом. Пет генерала АРВН-а извршило је самоубиство крајем априла како би избегли да их заробе ПАВН/ВЦ и потенцијални кампови за преваспитање. Генерал Ле Нгујен Ви извршио је самоубиство у Лаи Кхеу убрзо након што је са радија чуо да се Дуонг Ван Мин предао. Оба генерала АРВН-а у Кан Тоу, Ле Ван Хунг и Нгујен Коа Нам, извршили су самоубиство након што су одлучили да не продужавају отпор према бројчано надмоћнијим војницима ПАВН/ВЦ у региону Меконга. Бригадни генерал Тран Ван Хаи извршио је самоубиство отровом у базном логору Донг Там. Генерал Пхам Ван Пху извршио је самоубиство у болници у Сајгону.
САД су обезбедиле АРВН са 793,994 М1 карабина, 220,300 М1 Гарандс и 520 М1Ц/М1Д пушака, 640.000 М-16 пушака, 34.000 М79 граната-тона, камиона 0,040, 0,04 214 М41 Валкер Булдог лаки тенкови, 77 командних гусеница М577 (командна верзија оклопног транспортера М113), 930 М113 (АПЦ/АЦАВ), 120 В-100 (оклопна возила на точковима) и 190 тенкова М48. Операције Enhance and Enhance Plus у новембру 1972. успели су да пребаце још 59 тенкова М48А3 Паттон, 100 додатних М-113А1 АЦАВ (оклопна коњичка јуришна возила) и преко 500 додатних авиона у Јужни Вијетнам. Упркос тако импресивним бројкама, Вијетнамци нису били тако добро опремљени као амерички пешади које су заменили. Офанзива из 1972. је одбијена само масовном америчком кампањом бомбардовања Северног Вијетнама.
Амандман Цасе-Цхурцх је ефективно поништио Париски мировни споразум, и као резултат тога Сједињене Државе су драстично смањиле помоћ Јужном Вијетнаму 1974. године, само неколико месеци пре последње непријатељске офанзиве, дозвољавајући Северном Вијетнаму да изврши инвазију на Јужни Вијетнам без страха од америчке војске поступак. Као резултат тога, само је мало горива и муниције послато у Јужни Вијетнам. Јужновијетнамска ваздушна и копнена возила била су имобилисана због недостатка резервних делова. Трупе су кренуле у битку без батерија за своје радио-апарате, а њиховим лекарима недостајало је основних залиха. Јужновијетнамске пушке и артиљеријски оруђи су били рационирани на три метка муниције дневно у последњим месецима рата. Без довољно залиха и муниције, снаге АРВН-а су брзо бачене у хаос и поражене од добро снабдевеног ПАВН-а, не морају више да брину о америчком бомбардовању.
Победнички комунисти су послали преко 250.000 војника АРВН-а у заробљеничке логоре у којима су рутински мучени и неки убијани у периоду од једанаест узастопних година. Комунисти су ове логоре звали „логори за преваспитавање“. Американци и Јужновијетнамци су поставили велика минска поља током рата, а бивши војници АРВН-а су били присиљени да их очисте. Хиљаде су умрле од болести и глади и сахрањене у необележеним гробовима. Јужно вијетнамско национално војно гробље је вандализовано и напуштено, а у близини је направљена масовна гробница војника АРВН-а. Добротворна организација „The Returning Casualty“ је почетком 2000-их покушала да ископа и идентификује остатке неких логорских гробница и обнови гробље. Репортер Морли Сафер који се вратио 1989. године и видео сиромаштво бившег војника описао је АРВН као „ону јадну војску коју су победници проклети, савезници су је напустили, а њени команданти краљевски и континуирано зајебали“.

## Формације и јединице
Структура војске из 1956. од четири конвенционалне пешадијске дивизије (свака по 8.100) и шест лаких дивизија (свака по 5.800) реорганизована је према америчком савету у седам пуних пешадијских дивизија (по 10.450) и три штаба корпуса до септембра 1959. године. око 137.000 1960. Пред комунистичком претњом, војска је проширена на 192.000 са четири корпуса, девет дивизија, једном ваздушно-десантном бригадом, једном СФ групом, три одвојена пука, једним територијалним пуком, 86 ренџерских чета и 19 засебних батаљона, као и јединице за подршку 1963. и јачину снага од 355.135 1970. У међувремену, снаге милиције за подршку су порасле са комбиноване почетне величине од 116.000 1956., смањиле су се на 86.000 1959. године, а затим су гурнуте на 82, а затим 82. РФ & 179,015 ПФ у 1970. Може се замислити ефекат проширења укупне копнене снаге са око 220.000 1960. на око 750.000 1970. заједно са проблемима квалитета трупа који су резултирали.
Дивизије
1. пешадијска дивизија – Французи су 1953. формирали 21. мобилну групу, у јануару 1955. преименовану у 21. дивизију, а касније те године у 1. дивизију. И 1. и 2. дивизија су основане, пише Гордон Ротман, 1. јануара 1959. Сматрају се „једном од најбољих јужновијетнамских борбених јединица“. Са седиштем у Хуе, имао је четири, а не три пука. Компонентне јединице:
1., 3., 51. и 54. пешадија
10., 11., 12. и 13. артиљеријски батаљон
7. оклопни коњички ескадрон
Амерички саветодавни тим 3
2. пешадијска дивизија – Французи су формирали 32. мобилну групу 1953. године, преименовану у 32. дивизију у јануару 1955., а затим у 2. дивизију касније те године. Са седиштем у Куанг Нгаи, сматрало се за „прилично добру“ дивизију. Компонентне јединице:
4., 5. и 6. пешадија
20., 21., 22. и 23. артиљеријски батаљон
4. оклопни коњички ескадрон
Амерички саветодавни тим 2
3. пешадијска дивизија – подигнута у октобру 1971. у Куанг Три. Један пук је био из 1. дивизије (2. Инф Регт). Са седиштем у Да Нангу. Срушио се у Ускршњој офанзиви 1972. године, реконституисан је и уништен у Да Нангу 1975. Компоненте:
2., 56. и 57. пешадија
30., 31., 32. и 33. артиљеријски батаљон
20. оклопни коњички ескадрон
Амерички саветодавни тим 155
5. пешадијска дивизија – Првобитно формирана у Северном Вијетнаму као 6. дивизија (уобичајено позната као дивизија „Нунг“), а преименована у 3. пољску дивизију након што је прешла у Сонг Мао, а затим у 5. дивизију 1959. године. Многи Нунги су првобитно били у њеној чиновима. Било је то у Биен Хои 1963. и било је укључено у свргавање Дима. Тада је деловао северно од Сајгона. У Камбоџу је ушао 1970. и одбранио Ан Лоц 1972. Компоненте:
7., 8. и 9. пешадија
50., 51., 52. и 53. артиљеријски батаљон
1. оклопни коњички ескадрон
Амерички саветодавни тим 70
7. пешадијска дивизија – Формирана као 7. мобилна група од стране Француза, постала је 7. дивизија 1959. Служила је у делти Меконга 1961–75. Компонентне јединице:
10., 11. и 12. пешадија
70., 71., 72. и 73. артиљеријски батаљон
6. оклопни коњички ескадрон
Амерички саветодавни тим 75
9. пешадијска дивизија – формирана 1962, северна делта Меконга. Компонентне јединице:
14., 15. и 16. пешадија
90., 91., 92. и 93. артиљеријски батаљон
2. оклопни коњички ескадрон
Амерички саветодавни тим 60
18. пешадијска дивизија – Формирана као 10. дивизија 1965. Преименована у 18. дивизију 1967. (број десет је значио најгори у ГИ сленгу ). Са седиштем у Ксуан Лоц. Прослављена одбраном тог града месец дана у марту-априлу 1975. Компоненте:
43., 48. и 52. пешадија
180., 181., 182. и 183. артиљеријски батаљон
5. оклопни коњички ескадрон
Амерички саветодавни тим 87
21. пешадијска дивизија – 1. и 3. лака дивизија АРВН формиране су 1955. године, а затим преименоване у 11. и 13. лаку дивизију 1956. Комбиноване су у 21. дивизију 1959. Служиле су углавном у близини Сајгона и у делти Меконга. Компонентне јединице:
31., 32. и 33. пешадија
210., 211., 212. и 213. артиљеријски батаљон
9. оклопни коњички ескадрон
Амерички саветодавни тим 51
22. пешадијска дивизија – Првобитно подигнута као 4. пешадијска дивизија, која је кратко постојала 1950-их, али је преименована у 22. дивизију јер се четири сматра несрећним бројем у Вијетнаму (на вијетнамском звучи као реч за смрт). 2. и 4. лака дивизија АРВН формиране су 1955. године; 4. је преименована у 14. лаку дивизију 1956. Комбиноване су да формирају 22. дивизију 1959. Служила је у близини Кон Тума и другде у Централном висоравни. Пропао је 1972. године, а 1975. био је у провинцији Бинх Ђинх. Евакуисана је јужно од Сајгона пошто је фронт Централ Хигхландс пао, и била је једна од последњих јединица АРВН која се предала. Компонентне јединице:
40., 41., 42. и 47. пешадија
220., 221., 222. и 223. артиљеријски батаљон
19. оклопни коњички ескадрон
Амерички саветодавни тим 22
23. пешадијска дивизија – Првобитно 5. лака дивизија, преименована је у 23. 1959. Деловала је у централном Вијетнаму и ушла у Камбоџу 1970. Борила се добро 1972. године, успешно одбранивши Кон Тум, али је разбијена 1975. док је бранила Бан Ме Тхоут. Компонентне јединице:
43., 44., 45. и 53. пешадија
230., 231., 232. и 233. артиљеријски батаљон
8. оклопни коњички ескадрон
Амерички саветодавни тим 33
25. пешадијска дивизија – Формирана у Куанг Нгаи 1962. године, преселила се на југозапад Сајгона 1964. године. Ушла је у Паррот'с Бреак, Камбоџа 1970. године, и бранила западне прилазе Сајгону 1972. и 1975. године. Компонентне јединице:
46., 49. и 50. пешадија
250., 251., 252. и 253. артиљеријски батаљон
10. оклопни коњички ескадрон
Амерички саветодавни тим 99
Ваздушно-десантна дивизија – првобитно формирана од стране Француза као Ваздушно-десантна група 1955. Јачина бригаде до 1959. године, формирана је као дивизија 1965. Са седиштем у ваздушној бази Тан Сон Нхут, коришћена је као ватрогасна бригада широм Јужног Вијетнама. Обухватао је 9 ваздушно-десантних батаљона и 3 ваздушно-десантна батаљона ренџера. Борио се у Камбоџи 1970. и Лаосу 1971. Коришћен је као бригадне групе 1975. године, 1. у Ксуан Лоц-у, 2. у Пхан Рангу и 3. у Нха Трангу. 4. бригада је додата 1974. Компоненте:
1. ваздушно-десантне бригаде
1., 8. и 9. ваздушно-десантни батаљон
1. ваздушно-десантни артиљеријски батаљон
2. ваздушно-десантна бригада
5., 7. и 11. ваздушно-десантни батаљон
2. ваздушно-десантни артиљеријски батаљон
3. ваздушно-десантне бригаде
2., 3. и 6. ваздушно-десантни батаљон
3. ваздушно-десантни артиљеријски батаљон
4. ваздушно-десантне бригаде
4. и 10. ваздушно-десантни батаљон
Амерички ваздушни саветодавни тим 162.
Ренџери, специјалне јединице и предсједничка гарда
АРВН Рангерс  (Биет Ђонг Куан)
1. ренџерска група: 21., 37. и 39. батаљон ренџера
2. ренџерска група: 11., 22. и 23. батаљон ренџера
3. ренџерска група: 31., 36. и 52. батаљон ренџера
4. ренџерска група: 42., 43. и 44. батаљон ренџера
5. ренџерска група: 33., 34. и 38. батаљон ренџера
6. ренџерска група: 35., 51. и 54. батаљон ренџера
7. ренџерска група: 32. и 85. батаљон ренџера
8. ренџерска група: 84. и 87. батаљон ренџера
9. ренџерска група: 91. и 92. батаљон ренџера
81. ренџерска група: 81. ренџерски батаљон (ваздушно-десантни)
Специјалне снаге АРВН (Луц Луонг Ђац Биет или ЛЛДБ)
Председничка гарда (Лу ђоан Лиен бинх пхонг ве Тонг Тхонг Пху).

## Генерали
1. Цао Ван Виен, председник Заједничког генералштаба
2. Ђанг Ван Куанг, савјетник за националну безбједност предсједника Нгуиен Ван Тхиеуа
3. Ђо Цао Три, командант III корпуса АРВН-а током 1968–71, познат по својој борбеној вештини, али и раскошном начину живота и наводима о корупцији.
3. Дуонг Ван Минх, вођа државног удара 1963. године, касније је постао последњи председник Јужног Вијетнама
4. Ле Минх Ђао, командант 18. дивизије која се борила против снага ПАВН-а код Сјуан Лоц-а 1975.
5. Ле Нгујен Кан, командант маринаца Републике Вијетнам
6. Ле Нгуиен Вы, последњи командант 5. дивизије, један од 5 генерала који су извршили самоубиство 30. априла 1975.
7. Ле Ван Хунг, бранилац Ан Лоц-а током Ускршње офанзиве 1972., један од пет генерала који су извршили самоубиство 30. априла 1975.
8. Нго Куанг Труонг, командант АРВН корпуса познат по својој компетенцији, тактичкој вештини, искрености и непоткупљивости. И амерички и вијетнамски савременици нашироко сматрају најбољим теренским командантом којег је АРВН поседовао.
9. Нгуиен Ван Хиеу
10.Нгуиен Кханх, шеф државе 1964–65.
11. Нгуиен Кхоа Нам, последњи командант ИВ корпуса, један од пет генерала који су извршили самоубиство 30. априла 1975.
12. Нгуиен Виет Тханх, командант 7. дивизије, а касније и ИВ корпуса.
13. Нгуиен Цханх Тхи, „специјалиста за пуч“, командант И корпуса током 1964–66.
14. Нгуиен Ван Тхиеу, председник током 1967–71, 1971–75.
15. Пхам Ван Ђонг, војни гувернер Сајгона 1965–1966, потиснуо је будистички покрет
16. Пхам Ван Пху, последњи командант II корпуса, један од 5 генерала који су извршили самоубиство 30. априла 1975.
17. Тран Ван Минх, амбасадор Републике Вијетнама у Тунису, Тунис 1969–75.
18. Тран Ван Хаи, последњи командант 7. дивизије 1974–75, један од пет генерала који су извршили самоубиство 30. априла 1975.
19. Тран Куанг Кхои, последњи командант АРВН III и III Цорпс Ассуалт Таск Форце (АТФ), заробљен је на крају битке 30. априла 1975. и провео је 17 година у логору за преваспитање.

## Опрема
АРВН је наследио мешавину француског и америчког наоружања ВНА, али је прогресивно поново опремљен прво америчким оружјем из периода Другог светског рата/корејског рата, а затим од средине 1960-их са низом савременијег америчког наоружања.
Ручно борбено оружје 
М1905 бајонет – користи се на М1 Гаранд.
М1 бајонет – користи се на М1 Гаранду.
М4 бајонет – користи се на М1 и М2 карабину.
 
М5 бајонет – користи се на М1 Гаранду 
М7 бајонет – користи се на М16 
Самострел – користе јужновијетнамски монтањарци 
Пиштољи и револвери
Цолт М1911А1 – стандардно оружје АРВН 
Цолт Детецтиве Специал – специјални револвер .38, који користе неки официри АРВН 
Револвер М1917 – револвер .45 АЦП који је користила АРВН на почетку рата 
Смитх & Вессон модел 10 – специјални револвер .38 
Пјешадијске пушке
М1 Гаранд 
М1, М1А1 и М2 карабин 
М16А1 – заменио М1 Гаранд и М1/2 карабине из 1968.
ЦАР-15 – варијанта карабина М16 произведена у веома ограниченом броју, рано уведена специјалним операцијама. Касније је допуњен побољшаним КСМ177.
КСМ177 (Цолт Цоммандо)/ГАУ-5 – даљи развој ЦАР-15 
Пушка МАС-36 – коју користе јужновијетнамске милиције 
АК-47, АКМ и Тип 56 – Заробљене пушке користили су Јужновијетнамци   
Аутоматске пушке
Царл Густаф м/45 – касније замењен Смитх & Вессон М76 касних 1960-их. Значајан број користили су Јужни Вијетнамци,
М3 Пиштољ за подмазивање   
Мадсен М-50 – користе јужновијетнамске снаге, испоручује ЦИА.
Пушкомитраљез МАС-38 – користе јужновијетнамске милиције.
Аутоматски пиштољ МАТ-49 – користе јужновијетнамске милиције.
Пушкомитраљез МП 40 – испоручује ЦИА  
Томпсонов митраљез
Узи 
Гранате и мине
АН-М8 – бела димна граната 
Ц4 експлозив
Марк 2 фрагментациона граната
М1 димњак
Фрагментациона граната М26 и многе подваријанте
 
Фрагментациона граната М59 и М67
Термитна граната АН/М14 ТХ3 – запаљива граната која се користи за уништавање опреме и као уређај за покретање ватре.
Димне гранате М15 и М34 – пуњене белим фосфором који се пали у контакту са ваздухом и ствара густ бели дим. Користи се за сигнализацију и скрининг, као и као противпешадијско оружје у затвореним просторима, јер би запаљени бели фосфор брзо потрошио кисеоник, гушећи жртве.
М18 граната Димна ручна граната – Граната за сигнализацију/скривање доступна у црвеној, жутој, зеленој и љубичастој боји.
 
Мини-граната В40 
ОФ 37 граната и ДФ 37 граната, француске гранате које је АРВН користио 1950-их 
М18/М18А1 Цлаиморе – командно детонирана усмерена противпешадијска мина 
Бацачи граната
Бацач граната за пушку М7 и М8 – бацач граната за пушку који се користи са М1 Гаранд и М1 карабином, које користе Јужновијетнамци. Могао је испалити пушчане гранате М9 и М17.
 
Бацач граната М79 
 
Бацач граната М203 – 40-милиметарски подводни бацач граната дизајниран за причвршћивање на пушку М16 (или карабин КСМ177, са модификацијама на бацачу).
Марк 18 Мод 0 бацач граната – Ручни бацач граната, 40к46 мм, 40к46 mm 
Базука – Варијанта М9 је испоручена АРВН-у током раних година рата,, 34  док је М20 „Супер Базука“ користила АРВН до потпуног увођења бестрмљиве пушке М67 90 мм и М72 ЗАКОН.
М72 ЛАВ – 66 mm противтенковски ракетни бацач.
КСМ202 – експериментални ракетни бацач са четири метка калибра 66 мм.
БГМ-71 ТОВ – жичана противтенковска ракета 
Оружје за подршку пјешадији
Бестрмљива пушка М18 – 57 mm бестрмљива пушка на рамену/стативу, коришћена почетком рата 
 
Бестрмљива пушка М20 – 75 мм троножац/безотрзајна пушка за монтирање на возило, коришћена почетком рата.
 
Бестрмљива пушка М67 – 90 мм противтенковска бестрзајна пушка калибра 90 мм, коју користе изабране снаге АРВН-а.
М40 бестрзајна пушка 106 mm троножац/безотрзајна пушка монтирана на возило.
М2 минобацач – минобацач 60 мм, који се користи у комбинацији са лакшим, али мање прецизним минобацачем М19 нижег домета
 
М19 минобацач – минобацач 60 мм, коришћен у комбинацији са старијим, тежим минобацачем М2.
Брандт Мле 27/31
Минобацач М1 – минобацач 81 мм
Минобацач М29 – минобацач 81 мм
Минобацач М30 107 мм минобацач
Артиљерија
105 мм хаубица М101А1/М2А1
105 мм хаубица М102
М107 самоходни топ калибра 175 мм
Тенкови
- М24 Цхафе – лаки тенк; главни АРВН тенк на почетку рата, коришћен најмање још као Тет офанзива .[59]
- М41А3 Валкер Буллдог – лаки тенк, заменио је М24 Цхафе као главни АРВН тенк од 1965.[57]
- Средњи тенк М48 Паттон – користиле су га снаге АРВН од 1971.[60]

Остала оклопна возила
- Оклопни камион Ц15ТА – коришћен на почетку рата [61]
- Линк Сцоут Цар Мк II [61]
- М113 – АПЦ (оклопни транспортер) [51]
- М113 АЦАВ в оклопно коњичко јуришно возило [62]
- М3 Сцоут Цар – коришћен на почетку рата.[44]
- М3 Полугусеница – коришћена на почетку рата.[44]
- Цадиллац Гаге В-100 Цоммандо – заменио оклопне аутомобиле АРВН М8 1967.[63]
- М8 Греихоунд Коришћен на почетку рата.[64]
- М42 Дустер – труп заснован на М41, са двоструким противавионским топом од 40 мм постављеним на отворену куполу [63]
- М88 Рецовери Вехицле – оклопно возило за спасавање засновано на шасији М48.[65]
- Лако возило за спасавање М578 – оклопно возило за спасавање
- Викумс оклопни драизин [66]